# Hellurnar
Hellurnar, innan 2011 Hellur (IPA: [ˈhɛdlʊɹ], danska: Heller) är en ort på Färöarna, belägen på Eysturoy i Fuglafjørðurs kommun. Samhället grundades 1849 av folk som flyttade från Lamba, och hade vid folkräkningen 2015 13 invånare.

## Befolkningsutveckling
| Befolkningsutvecklingen i Hellurnar 1985–2015 | Befolkningsutvecklingen i Hellurnar 1985–2015 | Befolkningsutvecklingen i Hellurnar 1985–2015 | Befolkningsutvecklingen i Hellurnar 1985–2015 | Befolkningsutvecklingen i Hellurnar 1985–2015 |
| --------------------------------------------- | --------------------------------------------- | --------------------------------------------- | --------------------------------------------- | --------------------------------------------- |
|                                               |                                               |                                               |                                               |                                               |
| År                                            |                                               |                                               | Folkmängd                                     |                                               |
| 1985                                          | 1985                                          |                                               | 48                                            |                                               |
| 1990                                          | 1990                                          |                                               | 43                                            |                                               |
| 1995                                          | 1995                                          |                                               | 35                                            |                                               |
| 2000                                          | 2000                                          |                                               | 28                                            |                                               |
| 2005                                          | 2005                                          |                                               | 30                                            |                                               |
| 2010                                          | 2010                                          |                                               | 19                                            |                                               |
| 2015                                          | 2015                                          |                                               | 13                                            |                                               |
|                                               |                                               |                                               |                                               |                                               |